# Archivo Histórico de la Federación Anarquista Italiana

El Archivo Histórico de la Federación Anarquista Italiana (ASFAI) es un centro de documentación (archivo y biblioteca) ubicado en Imola. Está constituido por materiales propagandísticos de la Federación Anarquista Italiana, cartas, libros, periódicos, banderas históricas del movimiento anarquista italiano desde sus orígenes hasta hoy.

## Historia
Durante el XVII Congreso de la Federación anarquista italiana, celebrado en Livorno en 1985, se decide constituir una comisión que coordine las actividades de investigación y mantenimiento de la memoria del movimiento anarquista y de la Federación. Inicialmente el archivo se ubica en Pisa, en la sede de la Biblioteca Franco Serantini. En abril del 1988 el archivo se traslada a Imola, donde se confía al Grupo de Estudios Sociales “Errico Malatesta”.
En  2010 el ASFAI es declarado de interés histórico particularmente importante por la Superintendencia de Bienes Archivísticos de la Región de Emilia-Romaña.
El ASFAI en 2014 se adirió a REBAL, la Red de Bibliotecas Anarquistas y Libertarias, formada por otras 15 bibliotecas italianas. Forma parte, además, de la Federación de Centros de Estudio y Documentación Libertaria (FICEDL).

## Patrimonio
El fondo documental del ASFAI comprende los principales periódicos del movimiento anarquista: Humanidad Nova (de 1948 a hoy), A Rivista Anarchica (1971-2020), Seme Anarchico (1951-1968), Il Libertario (1945-1964), Sicilia Libertaria (de 1973 a hoy), Pensiero e Volontà (1924-1926), Il Pensiero (1903-1911), L´'Internazionale (1965-1993), Volontà (1944-1996). También una colección de banderas históricas que abarcan el periodo 1936-1970. El ASFAI custodia más de 1.500 piezas, entre panfletos y carteles, que atestiguan la actividad anarquista sobre todo en el periodo de 1945 a hoy. Algunos ejemplares de carteles se remontan al periodo que va de 1905 a 1920.

### Fondo Mantovani
Comprende los documentos que conciernen a la actividad militante de Mario Mantovani, fundador del periódico El Libertario y administrador de Humanitá Nova. El fondo cuenta aproximadamente con trescientos libros, la colección completa de la revista Il Pensiero (1903-1911), dirigida por Luigi Fabbri y Pietro Gori, la colección de Il Libertario, la colección completa de Guerra di Classe (1936-1937), periódico dirigido en Barcelona por Camillo Berneri, cientos de cartas, manuscritos y circulares.

### Fondo Marzocchi
Colección de documentos de Umberto Marzocchi entre los que se encuentra una abundante correspondencia de los años 50 con diferentes militantes anarquistas, documentos sobre la cuestión cubana, material sobre los  Grupos Anarquistas de Acción Proletaria, correspondencia sobre Piaza Fontana.

### Fondo Failla
Documentación compuesta de correspondencia de Alfonso Failla con otros exponentes del movimiento anarquista, algunas cartas y postales recibidas durante su confinamiento y cárcel en el periodo fascista, periódicos, 60 panfletos de los años 40 a los  70.

### Fondo Barroero – Federación Comunista Libertaria Ligure
Documentos que atestiguan la actividad anarquista en la región de Liguria, dividida en periodos. Entre los documentos hay bolletines internos, correspondencia, aactas de conferencias e informes. Los documentos cubren un periodo que va de 1944 a 1988. 

### Fondo De Martino
Colección de materiales de prensa y de panfletos de propaganda. De particular interés el material relacionado con la Federación Anarquista Juvenil Italiana (FAGI), los Grupos Anarquistas de Acción Proletaria (GAAP), los Grupos de Iniciativa Anarquista (GIA) y el material que concierne a la Unión Sindical Italiana (USI).

### Fondo Zamboni
Documente de Mammolo Zamboni respecto el atentado a Benito Mussolini atribuido a su hijo Anteo Zamboni entre los que destaca la correspondencia con familiares y militantes anarquistas.

### Otros Fondos
Otros fondos conservados en el ASFAI son; el donado por el Grupo de Canosa, el Fondo Gervasio, el Fondo Cesare Fuocchi, el Fondo Argenziano, el Fondo Barbieri. 

## Curiosidad
En el Archivo Histórico de la Federación Anarquista Italiana se conservan cartas entre militantes anarquistas y otros personajes políticos no anarquistas:
- cartas entre Ugo Bistoni y Giulio Seniga,
- cartas entre Carlos Doglio y Arrigo Cajumi, Federica Montseny, Riccardo Bauer;
- carta de Margarita Zoebeli a Gaetano Gervasio,
- tres letras y un telegrama de Sandro Pertini a Giuseppe Mariani, cartas de Gaetano Salvemini, Ignazio Silone, Amelia Rosselli, Adriano Olivetti y Enzo Tortora a Giuseppe Mariani;
- correspondencia de Umberto Marzocchi con Giuseppe Pinelli, Carlos Cassola, Ugo Mazzucchelli y Umberto Terracini;
- correspondencias entre Mammolo Zamboni y Pietro Nenni, Alberto Cianca, Piero Calamandrei, Arturo Carlo Jemolo;
- En la documentación de la FAGI, cartas y documentos autógrafos de Giuseppe Pinelli.
- Destacan algunos materiales procedentes de la guerra civil española, entre ellos documentos autógrafos de Antonio Cieri, Emilio Canzi, Umberto Consiglio, Giuseppe Bifolchi y Gregorio Jover.[4]